# Tableau de famille, ou Journal de Charles Engelmann
Tableau de famille, ou Journal de Charles Engelmann est un ouvrage de August Lafontaine publié en 1801. L'ouvrage a fait l'objet d'une suite en 1802, Nouveau Tableau de famille, ou la Vie d'un pauvre ministre dans un village allemand, et de ses enfants.
L'ouvrage est évoqué par James Stanier Clarke, le bibliothécaire du Prince-Régent, le futur George IV, qui le cite à Jane Austen en 1815 comme source d'inspiration possible pour un futur roman qu'il lui conseille vivement d'écrire. Ces suggestions renouvelées amusent beaucoup Jane Austen, qui en tire son Plan of a Novel de 1816.